# 293 a.C.
Il 293 a.C. (CCXCIII a.C. in numeri romani) è un anno  del III secolo a.C.

## Eventi
- Sul trono dell'impero indiano succede a Chandragupta Maurya il figlio Bindusara.
- Seleuco I Nicatore insedia suo figlio Antioco come viceré a Babilonia.
- Roma
  - Consoli Spurio Carvilio Massimo e Lucio Papirio Cursore
  - Battaglia di Aquilonia: I Sanniti sono definitivamente sconfitti dai Romani.
  - Viene introdotto a Roma il culto di Esculapio.
  - 18 agosto: Fondazione del più antico tempio romano dedicato a Venere.